# Radøy
Radøy era un municipio que estaba ubicado en la disuelta provincia de Hordaland, en Noruega. Actualmente la región forma parte del municipio de Alver.
Abarcaba casi toda la isla de Radøy y muchas de los islotes que la rodean. Tenía una población de 5077 habitantes según el censo de 2016 y su centro administrativo era el pueblo de Manger. Otras localidades del municipio eran Askeland, Austmarka, Bøvågen, Haugland, Sæbø y Sletta.

## Información general
El municipio de Radøy se creó el 1 de enero de 1964 como consecuencia de la fusión de varios municipios:
- Todo el municipio de Manger (población: 1344 habitantes).
- Todo el municipio de Hordabø (población: 1679 habitantes).
- La isla de Bognøy,  que había pertenecido al municipio de Herdla (población: 29 habitantes).
- La mayor parte del municipio de Sæbø, excepto la zona de Titland de la península de Lindås (población: 916 habitantes).
- La zona de Sletta de la isla de Radøy, que había pertenecido al municipio de Lindås (población: 305 habitantes).
- La zona de Straume, de la isla de Radøy, y la pequeña isla de Fesøy, que había pertenecido al municipio de Austrheim (población: 56 habitantes).

### Nombre
Se dio al municipio el nombre de la isla en que se hallaba, Radøy. En antiguo noruego, la isla se llamaba simplemente Röð. El último elemento øy, que significa isla, se añadió posteriormente. La palabra röð significa hilera, fila o cresta, aquí en el sentido de isla alargada que surge en el océano.

### Escudo
El escudo era moderno; se concedió el 16 de junio de 1991. Representaba dos escálamos negros sobre fondo amarillo. Los escálamos se colocan en la borda de las embarcaciones para sujetar el remo y dar fuerza al golpe del remero. En diversos lugares de la zona se han encontrado escálamos que datan del siglo I. Diseñó el escudo Even Jarl Skoglund.

### Iglesias
La Iglesia de Noruega tiene una parroquia (sokn) en lo que era el término municipal de Radøy. La parroquia forma parte de la diaconía de Nordhordland, diócesis de Bjørgvin.
| Parroquia (sokn) | Nombre de la iglesia                 | Ubicación de la iglesia | Año de construcción |
| ---------------- | ------------------------------------ | ----------------------- | ------------------- |
| Radøy            | iglesia de Hordabø                   | Bøvågen                 | 1875                |
| Radøy            | iglesia de Manger                    | Manger                  | 1891                |
| Radøy            | iglesia de Sæbø                      | Sæbø                    | 1883                |
| Radøy            | Iglesia de los Emigrantes, de Sletta | Sletta                  | 1997                |

### Demografía
| Gráfica de evolución demográfica de Radøy entre 1951 y 2016 |
|                                                             |
| Fuente: Estadísticas de Noruega                             |

## Geografía

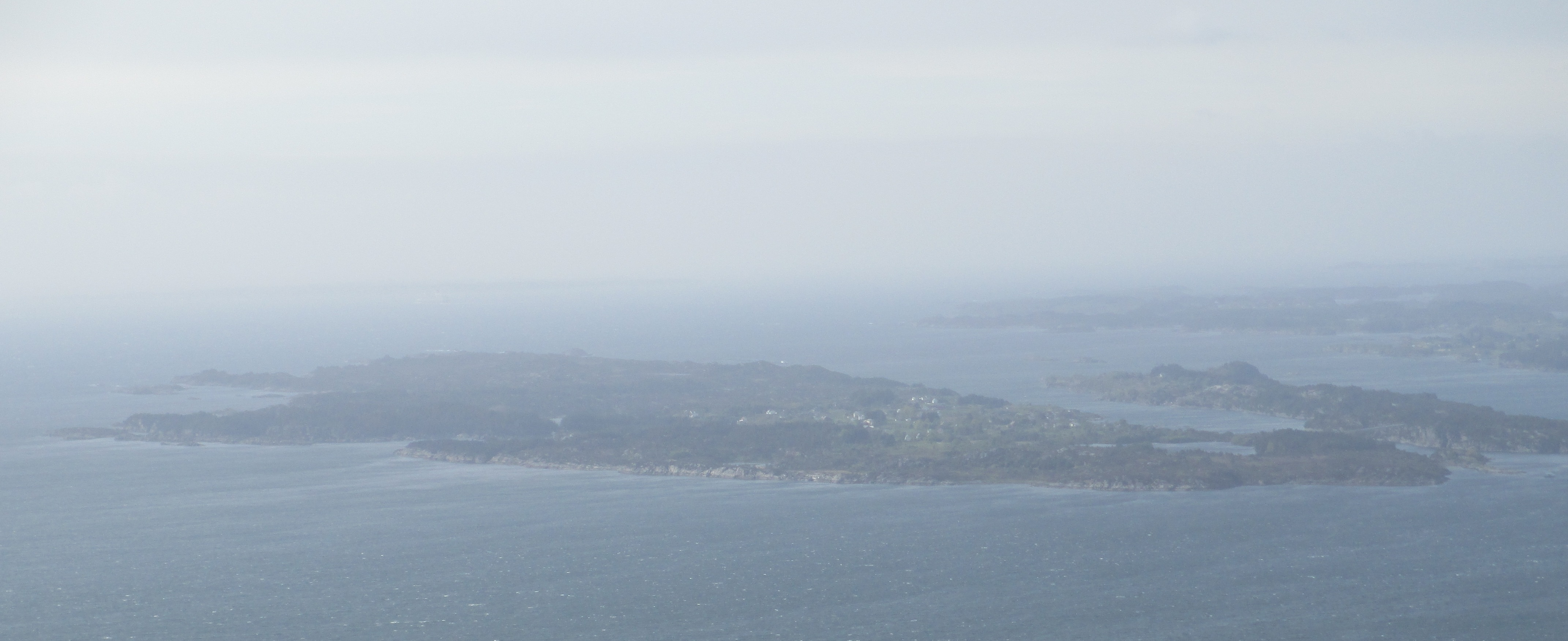
Vista de la isla de Toska.

El municipio abarcaba toda la isla de Radøy, salvo la punta más meridional, que pertenecía al término de Lindås. Las islas más pequeñas que rodean a la de Radøy, Toska, Bognøy, Fesøy y otras también formaban parte del municipio de Radøy. En torno a lo que era el municipio de Radøy se encuentran: al norte, la isla de Fosnøyna (municipio de Austrheim); al sur, el Radfjorden, que lo separaba del municipio de Meland; al este, el estrecho de Radsundet, que lo separaba del municipio de Lindås, y al oeste, el Hjeltefjorden, más allá del cual se hallan las islas de Øygarden.